# Pamelaescincus gardineri
Pamelaescincus gardineri är en ödleart som beskrevs av  George Albert Boulenger 1909. Pamelaescincus gardineri ingår i släktet Pamelaescincus och familjen skinkar. IUCN kategoriserar arten globalt som livskraftig.
Artens utbredningsområde är Seychellerna. Inga underarter finns listade i Catalogue of Life.